# EndNote

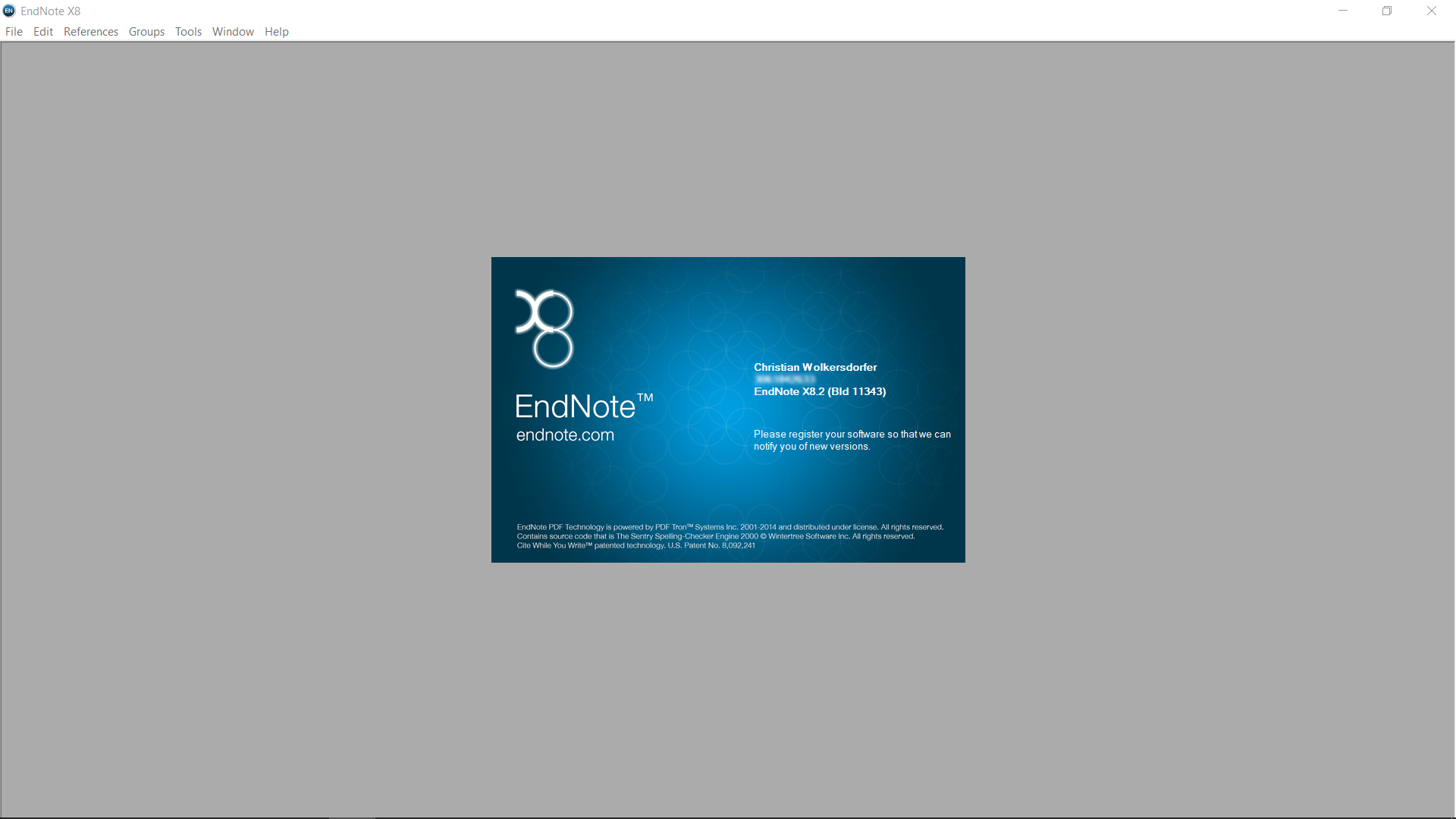
EndNote X8.2, rodando no Windows 10

EndNote é um software gerenciador de bibliografias para publicação de artigos científicos. Importa referências bibliográficas da Web, organiza-as em grupos de assuntos e insere as referências no corpo do texto, quando editado por processador Microsoft Office ou OpenOffice. A lista de referência é formatada no padrão da revista de publicação, estilo Vancouver e ABNT por exemplo. É uma ferramenta utilizada na produção de textos científicos para publicação internacional.

## Importação de Referências
As referências podem ser importadas diretamente dos bancos de dados de livre acesso, tais  como o PubMed, o SciELO e Bireme Lilacs.  As referências dispersas em vários bancos de dados, PubMed, Web of Science, PsycInfo bem como podem ser obtidas através do Google Livros ou Google Academico podem ser importadas diretamente através do EndNote.

## Texto completo no formatoPDF
A partir da versão X5, EndNote permite a importação de arquivos já gravados no formato PDF e caso seja possível extrair informações contidas em uma publicação eletrônica registrada no DOI os elementos essenciais da referência são extraídos e armazenados em banco de dados.